# Discografia de Aline Barros
A Discografia de Aline Barros apresenta os discos lançados pela cantora Aline Barros.
Aline Barros já lançou oito álbuns de estúdio, sete discos infantis, quatro álbuns ao vivo, dezesseis álbum de compilação, treze álbuns de vídeos, sete discos em língua castelhana (sendo um infantil), um disco em inglês e dezesseis singles. Aline já foi premiada com oito Grammy Latino (de um total de quatorze indicações), a dois Dove Awards, a dez Troféu Talento (tendo onze indicações), a sete Troféu Promessas, a um Troféu Imprensa (com quatro indicações), tem duas indicações ao Brazilian IP Awards, a dois Troféu Gerando Salvação (com cinco indicações), três Prêmio IBest e um prêmio Arpa, sendo também certificada pela Associação Brasileira dos Produtores de Discos com dezenove disco de ouro, treze disco de platina, seis disco de platina duplo, cinco disco de platina triplo, três disco de diamante e um disco de diamante duplo.

## Discografia  em Português
| Ano  | Álbum                                                        | Posições | Posições | Vendas e Certificações                       |
| Ano  | Álbum                                                        | BRA      | Gospel   | Vendas e Certificações                       |
| ---- | ------------------------------------------------------------ | -------- | -------- | -------------------------------------------- |
| 1995 | Sem Limites - Formatos: LP, CD e download digital            | 18       | 1        | - Vendas Totais: 600.000 - ABPD: 2× Platina  |
| 1997 | Voz do Coração - Formatos: CD, download digital              | 21       | 1        | - Vendas Totais: 500.000 - ABPD: 2× Platina  |
| 2000 | O Poder do Teu Amor - Formatos: CD, download digital         | 23       | 1        | - Vendas Totais: 500.000 - ABPD: 2× Platina  |
| 2003 | Fruto de Amor - Formatos: CD, download digital               | 28       | 3        | - Vendas Totais: 500.000 - ABPD: 2× Platina  |
| 2004 | Som de Adoradores - Formatos: CD, DVD, download digital      | 10       | 1        | - ABPD: 2× Diamante                          |
| 2007 | Caminho de Milagres - Formatos: CD, DVD e download digital   | 18       | 2        | - ABPD: Diamante                             |
| 2011 | Extraordinário Amor de Deus - Formatos: CD, download digital | 2        | 1        | - Vendas Totais: 700.000 - ABPD: 2× Diamante |
| 2012 | Aline Barros: 20 Anos - Formatos: CD, DVD e download digital | 26       | 11       | - ABPD: 2× Platina                           |
| 2013 | Graça - Formatos: CD, download digital                       | 8        | 2        | - ABPD: 2× Platina                           |
| 2015 | Extraordinária Graça - Formatos: CD, DVD e download digital  | 22       | 1        | - Vendas Totais: 40.000                      |
| 2017 | Acenda a Sua Luz - Formatos: CD, download digital            | 12       | 1        | - Vendas Totais: 40.000                      |
| 2018 | Viva - Formatos: download digital                            | 10       | 1        | - Apenas download digital                    |
| 2019 | Reino - Formatos: download digital                           | 6        | 1        | - ABPD: Ouro                                 |
| 2022 | Minha Oração - Formatos: download digital                    | 4        | 1        | - ABPD: Platina                              |
| 2023 | 30 Anos (Vol. 1) - Formatos: download digital                | 7        | 1        | - Apenas download digital                    |
| 2023 | 30 Anos Na Casa (Ao Vivo) - Formatos: download digital       | 7        | 1        | - Apenas download digital                    |
| 2024 | Firme Fundamento - Formatos: download digital                | _        | _        | - Apenas download digital                    |
| 2024 | Tudo Sobre Ele - Formatos: download digital                  | _        | _        | - Apenas download digital                    |
| 2025 | Aline Retrô - Formatos: download digital                     | _        | _        | - Apenas download digital                    |

## Álbuns Infantis
| Ano  | Álbum                                                          | Posições      | Posições      | Vendas e Certificações                      |
| Ano  | Álbum                                                          | Brasil HOT100 | Brasil Gospel | Vendas e Certificações                      |
| ---- | -------------------------------------------------------------- | ------------- | ------------- | ------------------------------------------- |
| 1999 | Bom É Ser Criança - Formatos: CD, download digital             | 40            | 12            | - Vendas Totais: 100.000 - ABPD: Ouro       |
| 2002 | Bom É Ser Criança - Vol. 2 - Formatos: CD, download digital    | 25            | 3             | - Vendas Totais: 500.000 - ABPD: 2× Platina |
| 2005 | Aline Barros & Cia - Formatos: CD, download digital, DVD       | 28            | 9             | - Vendas Totais: 200.000 - ABPD: Platina    |
| 2008 | Aline Barros & Cia 2 - Formatos: CD, download digital, DVD     | 17            | 5             | - Vendas Totais: 100.000 - ABPD: Platina    |
| 2011 | Aline Barros & Cia 3 - Formatos: CD, download digital, DVD     | 18            | 6             | - Vendas Totais: 100.000 - ABPD: Platina    |
| 2014 | Tim-Tim Por Tim-Tim - Formatos: CD, download digital, DVD      | 22            | 10            | - Vendas Totais: 60.000 - ABPD: Ouro        |
| 2018 | ImaginAline - Formatos: CD, download digital, DVD              | 43            | —             | - Vendas Totais: 4.000                      |
| 2024 | ImaginAline - Uma Viagem no Tempo - Formatos: download digital | —             | —             |                                             |

## Álbuns Internacionais
| Ano  | Álbum                                                 | Idioma   | Posições | Posições | Vendas e Certificações             |
| Ano  | Álbum                                                 | Idioma   | BRA      | Gospel   | Vendas e Certificações             |
| ---- | ----------------------------------------------------- | -------- | -------- | -------- | ---------------------------------- |
| 2000 | Más de ti - Formatos: CD e download digital           | Espanhol | —        | —        | - Vendas Totais: 200.000 - ABPD: - |
| 2003 | El Poder de Tu Amor - Formatos: CD e download digital | Espanhol | —        | —        | - Vendas Totais: 200.000 - ABPD: - |
| 2005 | Aline - Formatos: CD, download digital                | Espanhol | —        | —        | - Vendas Totais: 200.000 - ABPD: — |
| 2005 | Fiesta en el Jardín - Formatos: CD, download digital  | Espanhol | —        | —        | - Vendas Totais: 200.000 - ABPD: — |
| 2008 | Refréscate - Formatos: CD, download digital           | Espanhol | —        | —        | - Vendas Totais: 200.000 - ABPD: — |
| 2015 | Vivo Estás - Formatos: CD, download digital           | Espanhol | —        | —        | - Vendas Totais: 50.000 - ABPD: —  |
| 2019 | Alive - Formatos: download digital                    | Inglês   | —        | —        | - Vendas Totais: - ABPD: —         |
| 2020 | Redención - Formatos: download digital                | Espanhol | —        | —        | - Vendas Totais: - ABPD: —         |

## Álbuns Especiais
| Ano  | Álbum                                                                         | Posições      | Posições      | Vendas e Certificações |
| Ano  | Álbum                                                                         | Brasil HOT100 | Brasil Gospel | Vendas e Certificações |
| ---- | ----------------------------------------------------------------------------- | ------------- | ------------- | ---------------------- |
| 1998 | Español - Formatos: Revista                                                   | —             | —             | - ABPD: -              |
| 1998 | Canções de Natal - Formatos: CD, download digital                             | —             | —             | - ABPD: Ouro           |
| 2000 | Eterno Amor - Formatos: CD, download digital                                  | —             | —             | - ABPD: Ouro           |
| 2001 | Aline Barros In Korea - Formatos: CD, DVD e download digital                  | —             | —             | - ABPD: Ouro           |
| 2001 | Mensagem de Paz - Aline Barros e Cid Moreira - Formatos: CD, download digital | —             | —             | - ABPD: Ouro           |

## Coletâneas
| Ano  | Álbum                                                                 | Posições      | Posições      | Vendas e Certificações              |
| Ano  | Álbum                                                                 | Brasil HOT100 | Brasil Gospel | Vendas e Certificações              |
| ---- | --------------------------------------------------------------------- | ------------- | ------------- | ----------------------------------- |
| 2000 | Millennium - Formatos: CD, download digital                           | —             | —             | - ABPD: Ouro                        |
| 2002 | Caminhos da Fé - Formatos: CD, download digital                       | —             | —             | - ABPD: Ouro                        |
| 2005 | 10 anos de Louvor e Adoração - Formatos: CD, download digital         | —             | —             | - ABPD: Ouro                        |
| 2008 | Consagração - Formatos: CD, download digital                          | 18            | 7             | - ABPD: Platina                     |
| 2008 | O Melhor da Música Gospel - Formatos: CD, download digital            | 15            | 5             | - ABPD: Platina                     |
| 2009 | Som Gospel - Formatos: CD, download digital                           | 11            | 2             | - ABPD: 3× Platina                  |
| 2009 | Deus do Impossível - Formatos: CD, download digital                   | 13            | 4             | - ABPD: Platina                     |
| 2011 | Seleção Essencial - Grandes Sucessos - Formatos: CD, download digital | —             | —             | - ABPD: Ouro                        |
| 2014 | Gospel Collection - Ao Vivo                                           |               |               |                                     |
| 2014 | Adorai - Melhores Momentos - Formatos: CD, download digital           | —             | —             | - ABPD: Ouro                        |
| 2015 | Mega Hits - Aline Barros - Formatos: CD, download digital             | —             | —             | Vendas Totais: 100.000 - ABPD: Ouro |
| 2020 | Melhores Aline Barros - Formatos: download digital                    | —             | —             | - Somente download digital          |
| 2020 | Aline Barros Top Hits - Formatos: download digital                    | —             | —             | - Somente download digital          |
| 2020 | Aline Barros As Melhores - Formatos: download digital                 | —             | —             | - Somente download digital          |
| 2020 | Aline Barros Mais Tocadas - Formatos: download digital                | —             | —             | - Somente download digital          |
| 2024 | Aline Barros - Grandes Sucessos - Formatos: download digital          | —             | —             | - Somente download digital          |
| 2024 | Aline Barros - As Melhores - Formatos: download digital               | —             | —             | - Somente download digital          |
| 2024 | Aline Barros - As Mais Tocadas - Formatos: download digital           | —             | —             | - Somente download digital          |

## Videografia
| Ano  | Álbum                                                              | Posições      | Posições      | Vendas e Certificações                      |
| Ano  | Álbum                                                              | Brasil HOT100 | Brasil Gospel | Vendas e Certificações                      |
| ---- | ------------------------------------------------------------------ | ------------- | ------------- | ------------------------------------------- |
| 2002 | Jesus Vida Verão - Ao vivo - Formatos: DVD                         | 17            | 3             | - Vendas Totais: 40.000 - ABPD: Ouro        |
| 2005 | Galerinha Canta com Aline Barros - Formatos: DVD                   | —             | —             | - Vendas Totais: 30.000 - ABPD: Ouro        |
| 2005 | Som de Adoradores - Formatos: DVD                                  | 10            | 1             | - Vendas Totais: 500.000 - ABPD: Diamante   |
| 2006 | Aline Barros & Cia - Formatos: DVD, Karaokê                        | 10            | 1             | - Vendas Totais: 300.000 - ABPD: Diamante   |
| 2008 | Aline Barros no Maracanãzinho: Caminho de Milagres - Formatos: DVD | 13            | 4             | - Vendas Totais: 100.000 - ABPD: Platina    |
| 2008 | O Melhor da Música Gospel                                          |               |               |                                             |
| 2009 | Aline Barros & Cia 2 - Formatos: DVD, Karaokê                      | 8             | 1             | - Vendas Totais: 200.000 - ABPD: 3× Platina |
| 2010 | Aline Barros na Estrada - Formatos: DVD                            | —             | —             | - Vendas Totais: 25.000 - ABPD: Ouro        |
| 2012 | Aline Barros & Cia 3 - Formatos: DVD                               | 12            | 1             | - Vendas Totais: 150.000 - ABPD: 2× Platina |
| 2012 | Aline Barros 20 Anos - Formatos: DVD                               | 12            | 1             | - Vendas Totais: 65.000 - ABPD: Platina     |
| 2013 | MK Clipes Collection - Formatos: DVD                               | 13            | 2             | - Vendas Totais: 55.000 - ABPD: Platina     |
| 2015 | Tim-Tim Por Tim-Tim - Formatos: DVD                                | —             | —             | - Vendas Totais: 30.000 - ABPD: Ouro        |
| 2015 | Extraordinária Graça - Formatos: DVD                               | —             | —             | - Vendas Totais: 25.000                     |
| 2018 | ImaginAline - Formatos: DVD                                        | —             | —             | - Vendas Totais: 6.000                      |
| 2022 | Minha Oração (Curta-metragem)                                      | —             | —             | —                                           |

## Singles
| Ano  | Single                                                        | Charts | Charts | Certificado                  | Álbum                                   |
| Ano  | Single                                                        | BRA    | Gospel | Certificado                  | Álbum                                   |
| ---- | ------------------------------------------------------------- | ------ | ------ | ---------------------------- | --------------------------------------- |
| 1995 | "Deus do Impossível"                                          | —      | 1      |                              | Sem Limites                             |
| 1995 | "Sem Limites"                                                 | —      | 1      |                              | Sem Limites                             |
| 1996 | "Para Sempre Te Adorarei"                                     | —      | 1      |                              | Sem Limites                             |
| 1996 | "Sou Feliz"                                                   | —      | —      |                              | Sem Limites                             |
| 1997 | "Família (Faithful Men)"                                      | —      | —      |                              | Sem Limites                             |
| 1998 | "Fico Feliz (It Makes Me Glad)"                               | —      | 1      |                              | Voz do Coração                          |
| 1998 | "Corra Para Os Braços do Pai (If This World)"                 | —      | —      |                              | Voz do Coração                          |
| 1998 | "Por Toda A Minha Vida"                                       | —      | —      |                              | Voz do Coração                          |
| 1998 | "Noite de Paz (Silent Night)"                                 | —      | —      |                              | Canções de Natal (EP)                   |
| 1998 | "Vem Chegando O Natal (Santa Claus Is Coming To Town)"        | —      | —      |                              | Canções de Natal (EP)                   |
| 1999 | "Melô da Criação"                                             | -      | -      |                              | Bom é ser criança                       |
| 1999 | "Bom é ser criança"                                           | —      | —      |                              | Bom é ser criança                       |
| 2000 | "Recomeçar"                                                   | 78     | 1      |                              | O Poder do Teu Amor                     |
| 2000 | "O Poder do Teu Amor (Power Of Your Love)"                    | —      | 1      |                              | O Poder do Teu Amor                     |
| 2000 | "Guarda A Tua Fé"                                             | —      | 1      |                              | O Poder do Teu Amor                     |
| 2001 | "É Primavera"                                                 | —      | 5      |                              | Eterno Amor                             |
| 2002 | "O Meu Herói"                                                 | -      | -      |                              | Bom É Ser Criança Vol. 2                |
| 2003 | "Digno é o Senhor (Worthy Is The Lamb)"                       | —      | 1      |                              | Fruto de Amor                           |
| 2003 | "Nossos Planos"                                               | —      | —      |                              | Fruto de Amor                           |
| 2003 | "Bem Mais Que Tudo (Above All)"                               | —      | 1      |                              | Fruto de Amor                           |
| 2003 | "El Poder de Tu Amor (The Power Of Your Love)"                | —      | —      |                              | El poder de Tu amor                     |
| 2003 | "Dios Es Alegre"                                              | —      | —      |                              | El poder de Tu amor                     |
| 2003 | "Por Amor (Above All)"                                        | —      | —      |                              | El poder de Tu amor                     |
| 2004 | "Apaixonado"                                                  | 97     | 1      |                              | Som de Adoradores                       |
| 2004 | "Sonda-me, Usa-me"                                            | 37     | 1      |                              | Som de Adoradores                       |
| 2005 | "Vento do Espírito"                                           | —      | 3      |                              | Som de Adoradores                       |
| 2005 | "Santidade"                                                   | —      | 3      |                              | Som de Adoradores                       |
| 2005 | "Te adorar é o Meu Prazer"                                    | —      | 1      |                              | Som de Adoradores                       |
| 2005 | "Bem-Aventurado"                                              | —      | 4      |                              | Som de Adoradores                       |
| 2005 | "Dando Vueltas (Spin)"                                        | —      | —      |                              | Aline                                   |
| 2005 | "Pula-Pula"                                                   | 50     | —      |                              | Aline Barros & Cia                      |
| 2006 | "Dança do Pinguim"                                            | —      | —      |                              | Aline Barros & Cia                      |
| 2006 | "Homenzinho Torto"                                            | —      | —      |                              | Aline Barros & Cia                      |
| 2006 | "Meu Eterno Namorado"                                         | —      | —      |                              | Amo Você Vol. 12                        |
| 2006 | "Adonai, Aba Pai"                                             | —      | —      |                              | O Cristo da Paixão - O Musical          |
| 2007 | "Soube Que Me Amava (Supe Que Me Amabas)"                     | 65     | 8      |                              | Amo Você Vol. 13                        |
| 2007 | "Diante da Cruz (At the Cross)"                               | —      | 1      |                              | Caminho de Milagres                     |
| 2007 | "Tudo é Teu (Take it All)"                                    | —      | 5      |                              | Caminho de Milagres                     |
| 2007 | "Manancial (Eu Tenho Sede de Ti)"                             | —      | —      |                              | Caminho de Milagres                     |
| 2007 | "Vou te Alegrar"                                              | —      | 1      |                              | Caminho de Milagres                     |
| 2008 | "Poder pra Salvar (Mighty to Save)"                           | —      | —      |                              | Caminho de Milagres                     |
| 2008 | "Cubra-me (Cúbreme)"                                          | —      | —      |                              | Caminho de Milagres                     |
| 2008 | "A Dança do Quaquito"                                         | —      | —      |                              | Aline Barros & Cia 2                    |
| 2008 | "Criança de Jesus"                                            | —      | —      |                              | Aline Barros & Cia 2                    |
| 2008 | "Oh Dios, mi Dios"                                            | —      | —      |                              | Refréscate                              |
| 2011 | "Ressuscita-me"                                               | 8      | 1      |                              | Extraordinário Amor de Deus             |
| 2011 | "Rendido Estou (Arms Open Wide)" (feat. Fernandinho)          | 60     | 1      |                              | Extraordinário Amor de Deus             |
| 2011 | "Vitória no Deserto"                                          | 69     | 1      |                              | Extraordinário Amor de Deus             |
| 2011 | "Primeira Essência"                                           | 99     | 1      |                              | Extraordinário Amor de Deus             |
| 2011 | "Dança do Canguru"                                            | —      | —      |                              | Aline Barros & Cia 3                    |
| 2012 | "Brincando de Adoleta"                                        | —      | —      |                              | Aline Barros & Cia 3                    |
| 2012 | "Pisa na Muralha"                                             | —      | —      |                              | Aline Barros & Cia 3                    |
| 2012 | "Eu Li Na Bíblia"                                             | 93     | —      |                              | Aline Barros & Cia 3                    |
| 2012 | "Bem mais que tudo (Above All)" (feat. Michael W. Smith)      | 81     | 1      |                              | Aline Barros: 20 Anos                   |
| 2012 | "Coração de Mãe"                                              | 3      | 1      |                              | Mãe EuTeAmo.Com 3                       |
| 2013 | "Tanto Amor Por Ti"                                           | 63     | —      |                              | Mãe EuTeAmo.Com 4                       |
| 2013 | "Casa do Pai"                                                 | 73     | 1      |                              | Graça                                   |
| 2014 | "Lugar Seguro"                                                | —      | 1      |                              | Graça                                   |
| 2014 | "Tua Palavra"                                                 | —      | —      |                              | Graça                                   |
| 2014 | "Esperança"                                                   | —      | 6      |                              | Graça                                   |
| 2014 | "Inesquecíveis gestos"                                        | —      | —      |                              | Amo Você Vol. 20                        |
| 2014 | "Dia de Parque"                                               | —      | —      |                              | Tim-Tim Por Tim-Tim                     |
| 2015 | "Balança a Casinha"                                           | —      | —      |                              | Tim-Tim Por Tim-Tim                     |
| 2015 | "Rendido Estou" (feat. Bruna Karla & Fernandinho)             | 72     | 1      |                              | Extraordinária Graça                    |
| 2015 | "Santo"                                                       | —      | —      |                              | Extraordinária Graça                    |
| 2015 | "Vivo Estás" (Alive)"                                         | —      | —      |                              | Vivo Estás                              |
| 2015 | "En Su Nombre (In Jesus Name)"                                | —      | —      |                              | Vivo Estás                              |
| 2015 | "Me Rindo a Ti (Lay Me Down)"                                 | —      | —      |                              | Vivo Estás                              |
| 2015 | "Your Presence is Heaven to me" (feat. Israel Houghton)       | —      | —      |                              | Alive                                   |
| 2016 | "Depois da Cruz"                                              | —      | 1      |                              | Acenda a Sua Luz                        |
| 2017 | "Tua Presença é o Céu Pra Mim"                                | —      | —      |                              | Acenda a Sua Luz                        |
| 2017 | "Paulo e Silas"                                               | —      | —      |                              | Acenda a Sua Luz                        |
| 2017 | "Andar Sobre as Águas"                                        | —      | —      |                              | Acenda a Sua Luz                        |
| 2017 | "Encontro Perfeito"                                           | —      | —      |                              | Acenda a Sua Luz                        |
| 2017 | "Creio em Ti (Believe)"                                       | —      | 6      |                              | Trilha Sonora: Em Defesa de Cristo      |
| 2017 | "Sr. Antônimo"                                                | —      | —      |                              | ImaginAline                             |
| 2017 | "Tudo Foi Criado por Deus"                                    | —      | —      |                              | ImaginAline                             |
| 2017 | "Multiplicação"                                               | —      | —      |                              | ImaginAline                             |
| 2017 | "Desafio Abla Blu Blu"                                        | —      | —      |                              | ImaginAline                             |
| 2017 | "Beep Beep"                                                   | —      | —      |                              | ImaginAline                             |
| 2017 | "Rompendo em Fé" (feat. Comunidade Internacional da Zona Sul) | —      | 54     |                              | Grandes Encontros MK 30 Anos Vol. 2     |
| 2017 | "Ressuscita-me" (feat. Bruna Karla)                           | —      | 54     |                              | Grandes Encontros MK 30 Anos Vol. 3     |
| 2018 | "Eternidade"                                                  | 59     | 54     |                              | Viva                                    |
| 2018 | "Amém"                                                        | 100    | —      |                              | Viva                                    |
| 2018 | "Viva Esperança"                                              | —      | —      |                              | Viva                                    |
| 2018 | "Redenção"                                                    | —      | —      |                              | Viva                                    |
| 2019 | "Resucitame"                                                  | —      | —      |                              | —                                       |
| 2019 | "Autor da Vida"                                               | 4      | 5      |                              | Reino                                   |
| 2019 | "Pai Presente" (com Ton Carfi)                                | __     | __     | Ouro (video) Platina (áudio) |                                         |
| 2019 | "Tempo"                                                       | 50     | —      |                              | Reino                                   |
| 2019 | "O Rei"                                                       | —      | —      |                              | Reino                                   |
| 2019 | Chévere (feat. Lito Atalaia)                                  |        |        |                              | ImaginAline                             |
| 2019 | Festa das Cores                                               |        |        |                              | ImaginAline                             |
| 2019 | Musica da Massinha                                            |        |        |                              | ImaginAline                             |
| 2020 | "Tiempo (Tempo)" (feat. Miel San Marcos)                      | —      | —      |                              | Redención                               |
| 2020 | "Autor de Vida (Autor da Vida)"                               | —      | —      |                              | Redención                               |
| 2021 | "Imensurável"                                                 | 94     | —      | Platina                      | Minha Oração                            |
| 2021 | "Sol da Justiça"                                              | —      | —      |                              | Minha Oração                            |
| 2021 | "Jeová Jireh"                                                 | 10     | —      | Diamante                     | Minha Oração                            |
| 2022 | Ele Se Move (com Eyshila e Fernanda Brum)                     | —      | 10     |                              |                                         |
| 2022 | "Guarda Tua Fé (Ao Vivo Em Los Angeles)"                      | —      | —      |                              | Aline Barros 30 Anos (Vol. 1)           |
| 2022 | "Deus do Impossível (Ao Vivo no Mojave Desert)"               | —      | —      |                              | Aline Barros 30 Anos (Vol. 1)           |
| 2022 | "Poder pra Salvar (Ao Vivo em Los Angeles)"                   | 97     | —      |                              | Aline Barros 30 Anos (Vol. 1)           |
| 2022 | "Caminho de Milagres (Ao Vivo nos Lençóis Maranhenses)"       | —      | —      |                              | Aline Barros 30 Anos (Vol. 1)           |
| 2022 | "Corra para os braços do Pai (Ao Vivo em Paris)"              | —      | —      |                              | Aline Barros 30 Anos (Vol. 1)           |
| 2023 | "Santidade (Ao Vivo na Suiça)"                                | —      | —      |                              | Aline Barros 30 Anos (Vol. 1)           |
| 2023 | "Te Adorar é o Meu Prazer (Ao Vivo em Portugal)"              | —      | —      |                              | Aline Barros 30 Anos (Vol. 1)           |
| 2023 | "Sonda-me, Usa-me (Ao Vivo)"                                  | —      | —      |                              | Aline Barros 30 Anos - Na Casa (Vol. 2) |
| 2023 | Jehová Jireh                                                  | —      | —      |                              |                                         |
| 2023 | O Nazareno                                                    | —      | —      |                              |                                         |
| 2024 | Único Deus (Com Thalita Franco)                               | —      | —      |                              |                                         |
| 2024 | Declaro a Cristo                                              | —      | —      |                              |                                         |
| 2024 | Vem Fluir (Fall Like Rain)                                    | —      | —      |                              | Firme Fundamento                        |
| 2024 | O Rei está Voltando                                           | _      | _      |                              | Firme Fundamento                        |
| 2024 | A Promessa Nasceu                                             | —      | —      |                              | Tudo Sobre Ele                          |
| 2024 | Luz da Esperança                                              | —      | —      |                              | Tudo Sobre Ele                          |
| 2024 | Brilha Tua Luz                                                | —      | —      |                              | Tudo Sobre Ele                          |
| 2024 | Tudo Sobre Ele                                                | —      | —      |                              | Tudo Sobre Ele                          |
| 2025 | Ele é Exaltado (He is Exalted)                                | —      | —      |                              | Aline Retrô                             |
| 2025 | Pra Sempre (Forever)                                          | —      | —      |                              | Aline Retrô                             |